# Túnel del Severn
El túnel del Severn (en galés: Twnnel Hafren; en inglés: Severn Tunnel) es un túnel ferroviario del Reino Unido, que une el sur de Gloucestershire (en el oeste de Inglaterra), con Monmouthshire (en el sur de Gales), cruzando por debajo del estuario del río Severn. 
El túnel fue construido por la compañía del Ferrocarril Great Western (GWR) entre 1873 y 1886 con el propósito de acortar drásticamente los tiempos de viaje de sus trenes, tanto de pasajeros como de carga, entre el sur de Gales y el oeste de Inglaterra. La galería mide 4 millas y 624 yardas (7.008 m) de largo, aunque solamente 2 ¼ millas (3,62 km) del túnel están bajo el río. Considerado como el mayor logro del ingeniero jefe Sir John Hawkshaw, durante más de 100 años fue el túnel ferroviario más largo de una línea principal en el Reino Unido, hasta que en 2007 se abrieron los dos grandes túneles de la Línea de alta velocidad Londres-Eurotúnel, que forman parte del Enlace Ferroviario con el Túnel del Canal. En 2016 se instaló la catenaria en el túnel para permitir el paso de trenes con tracción eléctrica, formando parte del proyecto general de modernización para el siglo XXI de la línea principal del Ferrocarril Great Western.
Antes de la construcción del túnel del Severn, era necesario realizar largos desvíos de todo el tráfico ferroviario entre el sur de Gales y el oeste de Inglaterra, y el estuario del río debía cruzarse utilizando barcos o recorriendo un largo desvío río arriba hasta Gloucester. Reconociendo el valor de dicho túnel, el GWR buscó su desarrollo, encargando a Hawkshaw su diseño y luego contratando al ingeniero civil Thomas A. Walker para llevar a cabo su construcción, que comenzó en marzo de 1873. El trabajo avanzó sin problemas hasta octubre de 1879, momento en el que se produjeron importantes inundaciones en el túnel, cuando surgió lo que ahora se conoce como "El Gran Manantial". Contener la inundación requirió arduos esfuerzos e idear técnicas innovadoras, y finalmente se pudo continuar el trabajo, aunque poniendo un gran énfasis en el drenaje de la galería. Completado estructuralmente durante 1885, el primer tren de pasajeros pasó por el túnel el 1 de diciembre de 1886, casi 14 años después del comienzo de las obras.
Tras su apertura, el túnel se convirtió rápidamente en un elemento clave de la principal línea ferroviaria troncal entre el sur de Inglaterra y el sur de Gales. Entre otros servicios, el GWR operó un tren lanzadera porta automóviles a través del túnel durante muchas décadas. Sin embargo, ha exigido permanentes tareas de conservación tanto a nivel operativo como de infraestructura y de mantenimiento estructural. En promedio, alrededor de 50 millones de litros de agua por día se infiltran en el túnel, lo que requiere la operación permanente de varios grandes motores de bombeo. Originalmente, durante gran parte de la era del vapor, para permitir que los trenes pesados atravesaran las pronunciadas rampas de los accesos del túnel se necesitó una gran cantidad de locomotoras auxiliares, que operaban desde un haz de vías de maniobras cercano.

## Visión general

Mapa que muestra el túnel Severn en relación con otros cruces y respecto al estuario mismo

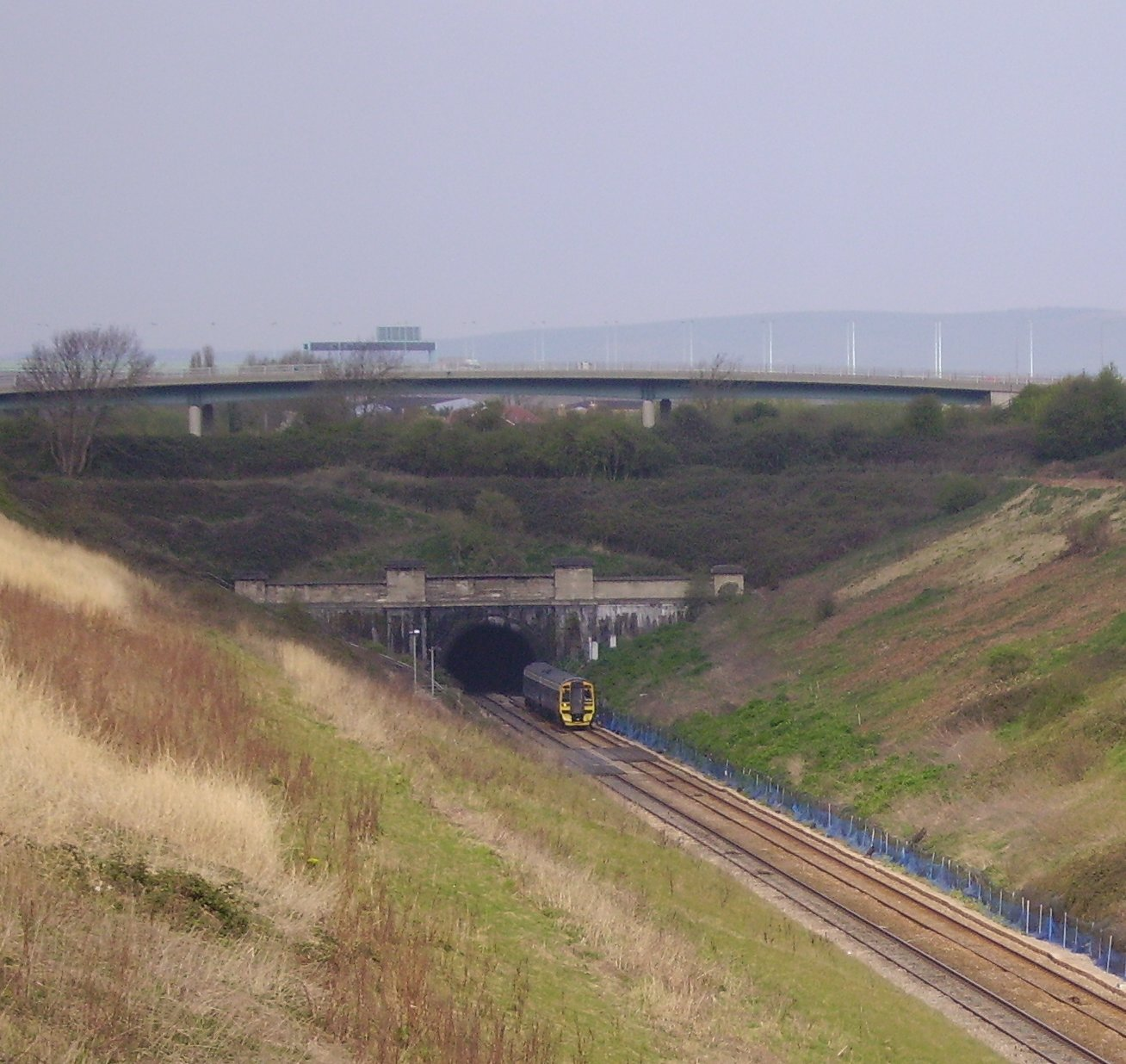
Entrada del túnel del lado inglés

El túnel del Severn forma una parte fundamental de la línea ferroviaria principal entre el sur de Inglaterra y el sur de Gales, y transporta un servicio intensivo de trenes de pasajeros, así como niveles significativos de tráfico de mercancías. A partir de 2012, un promedio de 200 trenes por día utilizaban el túnel. Toda la longitud del túnel se controla como un único tramo de señalización, lo que tiene como consecuencia limitar el avance de trenes sucesivos. Las largas rampas (de 1 por 90 y de 1 por 100) dificultan el trabajo de los trenes pesados de mercancías.
Dispone de un conducto de drenaje continuo entre las vías para conducir el agua subterránea hasta el punto más profundo del túnel, bajo la estación de bombeo de Sudbrook, desde donde se bombea a la superficie. El peligro de que el combustible incendiado entre en el sistema de drenaje en caso de descarrilamiento de un vagón cisterna significa que se deben tomar medidas especiales para evitar que los trenes de pasajeros ocupen el túnel mientras circulan cargas peligrosas en el túnel. Se han establecido dispositivos de evacuación para permitir el escape de los pasajeros y del personal ferroviario en caso de un accidente grave en la galería.
El acceso al túnel en la estación de bombeo de Sudbrook está restringido al personal ferroviario, donde una escalera de hierro desciende en el pozo de la tubería principal de bombeo de agua. El flujo de aire de la ventilación también se bombea en este punto. El sistema de ventilación original del GWR consistía en extraer aire en Sudbrook, pero los gases de escape del funcionamiento de los trenes de vapor provocaron una corrosión prematura del mecanismo del ventilador. Cuando se reemplazó el motor de Cornualles en la década de 1960, se invirtió el tiro para que el aire atmosférico se bombease hacia la galería y saliera por las bocas del túnel.
En promedio, se ha determinado que normalmente se bombean desde el túnel alrededor de 50 millones de litros por día de agua dulce, que normalmente se libera directamente en el río Severn adyacente. También se han hecho intentos para tratar de determinar el origen del agua que alimenta el "Gran Manantial".
Las condiciones especialmente difíciles para el mantenimiento de la infraestructura en el túnel, así como el estado físico de su estructura, requieren un grado de atención de mantenimiento superior al normal. Las dificultades de acceso y seguridad personal hacen que las tareas laborales significativas solo se puedan realizar durante el cierre temporal de la línea, durante el cual los trenes normalmente se desvían a través de Gloucester. Se afirma que el túnel estaría lleno de agua en 26 minutos si las bombas se apagaran y las medidas de respaldo fallaran, mientras que Network Rail también ha observado que la atmósfera corrosiva del túnel, producida por una combinación de humedad y el humo de los motores diésel de los trenes que lo atraviesan, da como resultado un efecto de corrosión tan elevado que los carriles de acero necesitan ser reemplazados cada seis años.

## Historia

### Construcción

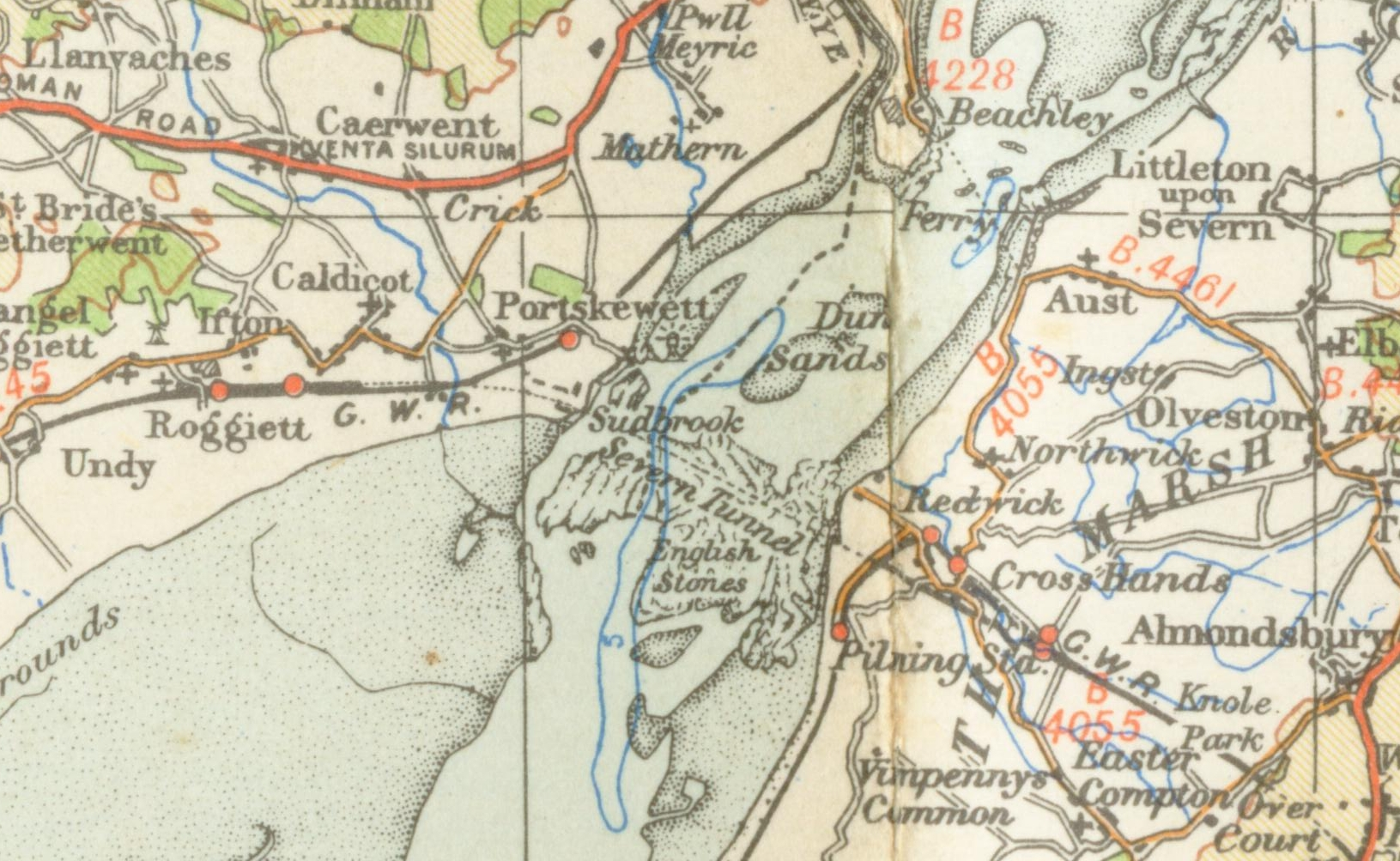
Mapa de 1946 que muestra la ruta del túnel

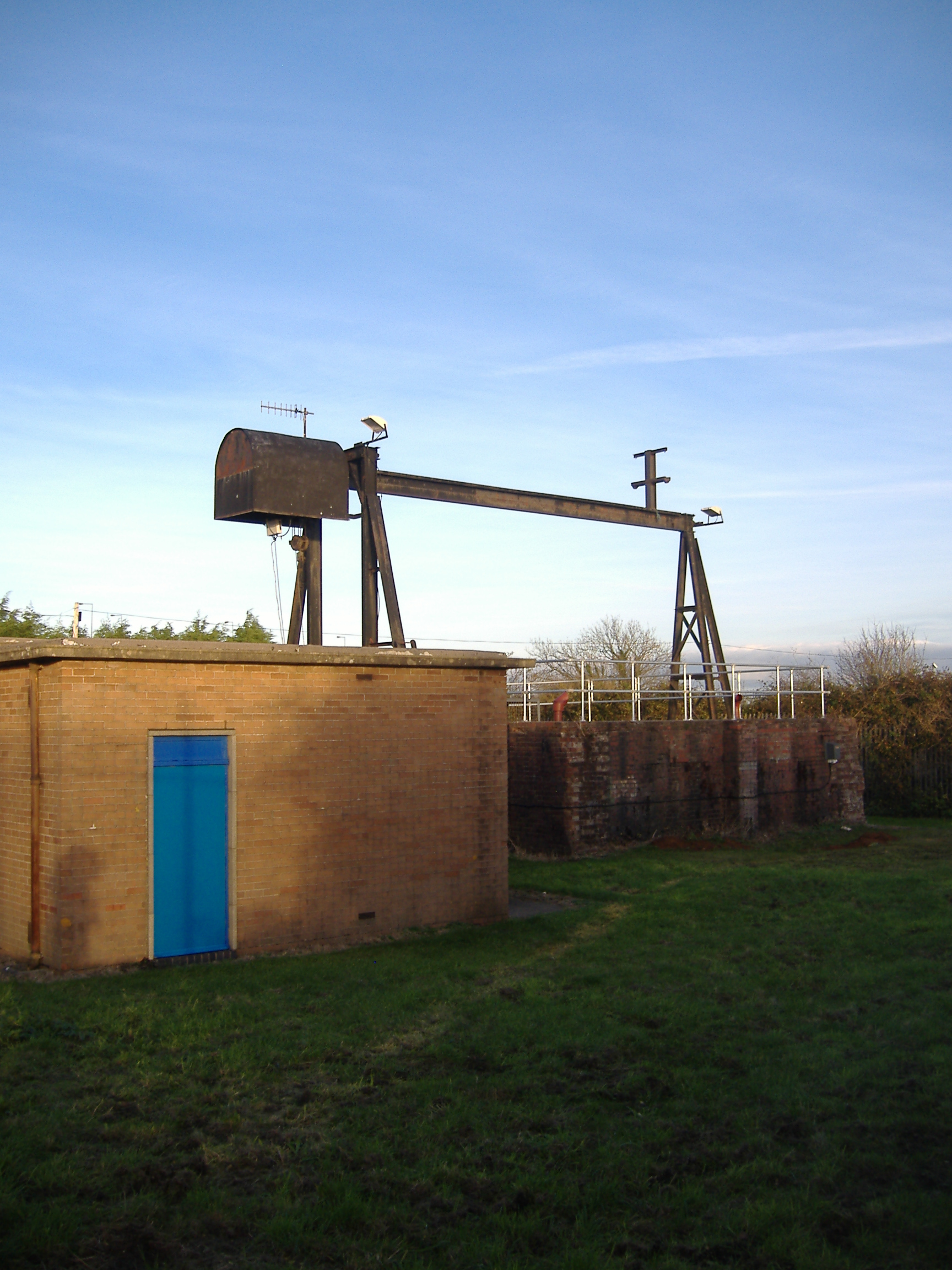
Una de las estaciones de bombeo del túnel este se halla en Severn Beach

Antes de la construcción del túnel, el viaje en tren entre el área de Bristol y el sur de Gales implicaba un viaje en ferry entre New Passage y Portskewett o un largo desvío a través de Gloucester. Los responsables del Great Western Railway (GWR) pronto se dieron cuenta de que el tiempo de viaje en tren entre las dos ubicaciones podría acortarse significativamente mediante la construcción de un túnel directamente por debajo de río Severn. Como tal, a principios de la década de 1870, el ingeniero jefe del GWR, Sir John Hawkshaw, desarrolló su diseño para este túnel. El 27 de junio de 1872, la empresa obtuvo un Acta del Parlamento que autorizó la construcción del túnel ferroviario previsto como reemplazo del transbordador entre Portskewett, Monmouthshire y Lew Passage, en Gloucestershire.
El 18 de marzo de 1873, comenzó la actividad de construcción con trabajadores empleados directamente por el GWR; este trabajo inicial se centró en el hundimiento de un pozo, que poseía un diámetro de 4,6 metros (15,1 pies) en Sudbrook y un frente de drenaje menor cerca de Pennant Measures. El ritmo de trabajo inicial del túnel fue lento y gradual, pero sin mayores incidentes. En agosto de 1877, solo se habían completado el pozo y 1.5 km de los accesos. En consecuencia, ese mismo año, se formalizaron nuevos contratos para la excavación de pozos adicionales a ambos lados del Severn, y se reconsideró el rumbo de la ruta prevista del túnel.
Como señala en su libro el ingeniero civil Thomas A. Walker, quien fue designado como contratista para la construcción del túnel, el GWR esperaba que la parte crítica del trabajo fuera la excavación del túnel bajo el canal de aguas profundas de Shoots. Sin embargo, las dificultades más sustanciales de la empresa se encontraron durante octubre de 1879, cuando, con solo 130 yardas (119 m) que separaban el túnel principal que se dirigía desde el lado de Monmouthshire y el más corto de Gloucestershire, las obras se inundaron. El agua entrante era dulce, y no procedía del estuario del Severn, sino que provenía del lado galés, y la surgencia de agua pasó a ser conocida como "El Gran Manantial".
Hawkshaw le encomendó a Walker que procediera a realizar las tareas necesarias para rescatar y luego completar el túnel después de la inundación de 1879. Para lograrlo, se requería mantener bajo control el Gran Manantial, lo que a su vez se consiguió mediante la disposición de unas instalaciones de bombeo mucho mayores, mientras que también se tuvo que enviar un buzo por un pozo que recorrió 300 m en el túnel para instalar una puerta hermética en la zona de trabajo capaz de sellar el flujo de agua. Durante noviembre de 1880, esta problemática tarea fue finalmente lograda por el buzo más experto, Alexander Lambert, que estaba equipado con el equipo de respiración autónoma recién desarrollado por Henry Fleuss. Sin embargo, el trabajo en el área del Gran Manantial no pudo continuar hasta enero de 1881, momento en el que pudo ser sellado temporalmente.

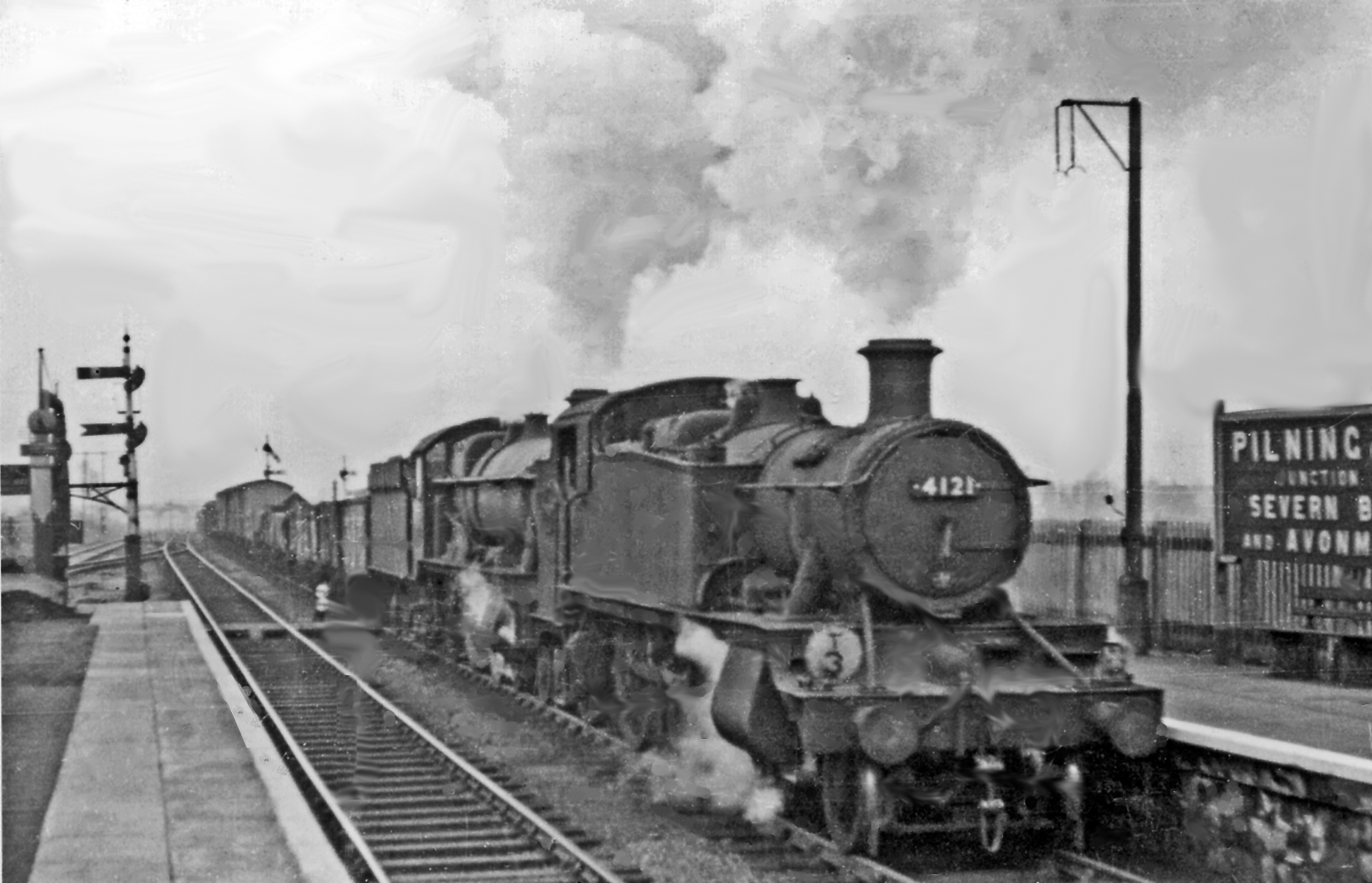
Locomotora GWR Clase 5101 No.4121 junto con la máquina No.4998 Eyton Hall en un tren de carga mixto a través de Pilning, después de haber subido desde el túnel del Severn (1961)

El 26 de septiembre de 1881 se encontraron los dos frentes de excavación, marcando un hito clave en la construcción del túnel. A partir de entonces, los trabajos se centraron en concluir la estructura definitiva del túnel, junto con las largas y profundas trincheras de los accesos en cada uno de los extremos. Durante octubre de 1883, la obra se vio nuevamente interrumpida por nuevas inundaciones que se originaron en el Gran Manantial, lo que se vio agravado por la aparición de una marea viva solo una semana después. Nuevamente, Lambert y otros buzos lograron salvar la obra al sellar el túnel. Se reconoció que los problemas de entrada de agua iban a continuar, por lo que se excavó una zanja con una pendiente de 1 en 500 desde el eje original de Sudbrook, continuando hasta alcanzar la fisura a través de la que fluía el Gran Manantial. Al desviar el agua hacia el nuevo rumbo, el revestimiento del túnel podría drenarse y terminarse más fácilmente.
Se produjeron percances adicionales que afectaron al parque de obras, y en un momento dado se produjo el deslizamiento inesperado del lecho de una balsa de recogida de materiales excavados en el lado inglés del túnel, conocida como la "balsa de salmón". Originalmente se supuso que el revestimiento de ladrillo continuo del túnel resistiría la presión del agua subterránea, por lo que se cerró la válvula de la esclusa de drenaje en el frente lateral y se retiraron de la obra todas las bombas excepto una. Sin embargo, el 20 de diciembre de 1885, la presión aumentó tanto (hasta 395 kN por metro cuadrado) que se descubrió que varios ladrillos habían saltado del revestimiento. Para abordar este problema, se debió abrir gradualmente la válvula de compuerta, lo que permitió que la presión disminuyera, pero esta decisión requirió que siguieran operando a largo plazo una serie de motores de bombeo adicionales. En el período intermedio, también se supo que el túnel debería afrontar la competencia del Puente ferroviario del Severn tendido entre Sharpness y Lydney, y que finalmente se abriría al tráfico durante 1879.
El 22 de octubre de 1884 se iniciaron las obras del tendido de la vía doble en todo el túnel. Por fin, el 18 de abril de 1885 se colocó el último ladrillo en el revestimiento del túnel. La galería poseía una sección transversal en forma de herradura, completa con una contrabóveda cóncava, con una altura de 6,1 metros sobre los raíles y un ancho máximo de 7,9 metros (25,9 pies). También se construyó un canal de drenaje cerrado sobre el fondo del túnel con forma de conducto semicircular, 1.4 m por debajo de los raíles y con una altura de 533 milímetros (21,0 plg). Según la publicación Rail Engineer de la Industria Ferroviaria, se cree que se utilizaron alrededor de 76,4 millones de ladrillos en la construcción del túnel. El revestimiento de ladrillos tiene entre 686 milímetros (27,0 plg) y 914 milímetros (36,0 plg) de espesor. Alrededor de la parte más profunda del túnel, el techo de la galería está situada solo a un máximo de 15,2 metros (49,9 pies) por debajo del lecho del río.
A mediados de 1885, el Túnel del Severn se completó desde el punto de vista estructural. Para remarcar este hito, el 5 de septiembre de 1885, un tren de pasajeros especial que transportaba a numerosos funcionarios de la compañía y personas destacadas, incluido Sir Daniel Gooch, el entonces presidente de la Compañía GWR, viajó por el túnel. El primer tren de mercancías pasó por el túnel el 9 de enero de 1886. Sin embargo, los servicios regulares tendrían que esperar hasta que los sistemas de bombeo permanentes estuvieron completos. El 17 de noviembre de 1886, las obras del túnel fueron inspeccionadas por el Coronel F. H. Rich, Inspector del Gobierno, paso necesario antes de su apertura al tráfico de pasajeros. El Coronel Rich aprobó las obras; y así, el túnel se abrió a los trenes regulares de mercancías durante septiembre de 1886. El primer tren de pasajeros pasó por el túnel el 1 de diciembre de 1886, momento en el que habían pasado casi 14 años desde que comenzaron las obras.

### Explotación
En la estación de la Conexión del Túnel del Severn el GWR construyó un importante haz de vías de maniobras, desde donde  se distribuía el carbón procedente de los valles del sur de Gales hacia Londres y las Midlands. El trazado del túnel se integró en la línea principal, canalizando a su vez el tráfico mixto localizado de mercancías enviadas desde las Midlands, el suroeste y el valle del Támesis, tanto hacia del oeste hacia Gales como al revés.

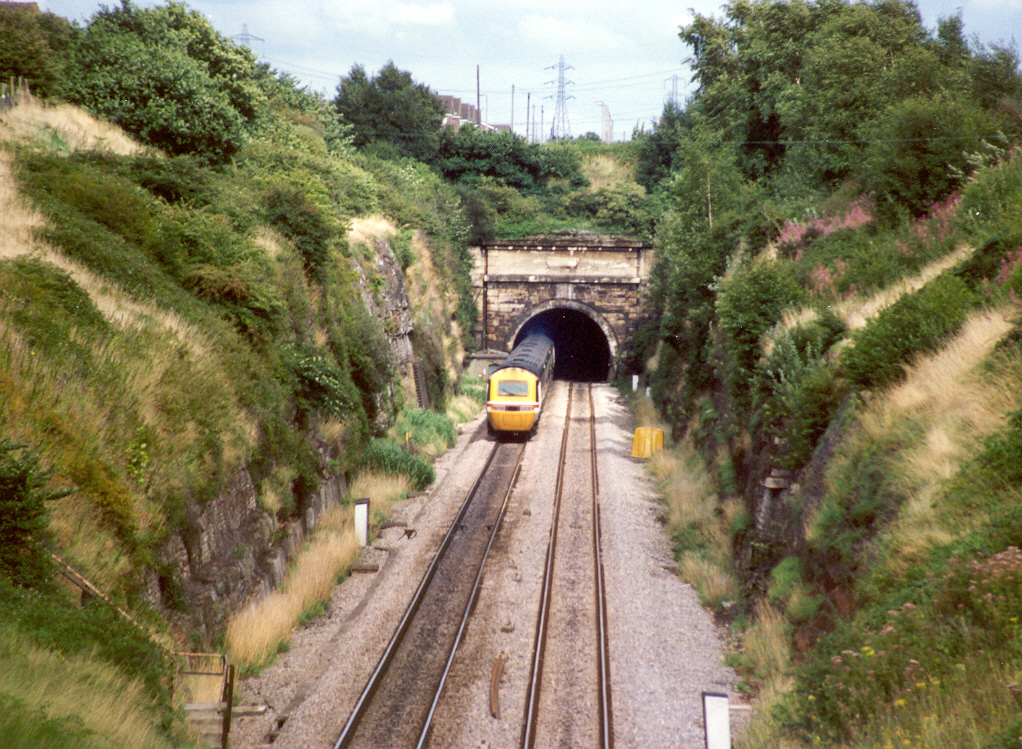
Tren InterCity 125 de alta velocidad entrando en el túnel del Severn desde el lado galés en 1997

Debido a las pendientes de acceso, en la era del vapor, se requería el empleo de locomotoras auxiliares para el paso de todos los trenes pesados a través del túnel del Severn, lo que implicaba (hacia el este, desde Severn Tunnel Junction): 3+1/2 de milla (5,6 km) de 1 en 90 hasta el centro del túnel; y otra rampa de 3+1/2 de milla (5,6 km) del 1 por 100 hasta Pilning; un corto tramo nivelado; y luego 3+1/2 de milla (5,6 km) más con una pendiente del 1 por 100 hasta Patchway. Esto significaba que el depósito de locomotoras asociado en el haz de vías de maniobras, disponía de una gran cantidad de locomotoras auxiliares para ayudar a los trenes pesados a atravesar el túnel. De forma habitual, las locomotoras auxiliares generalmente trabajaban hacia el este y se separaban en Pilning, y luego trabajaban hacia el oeste contribuyendo a arrastrar un segundo tren de regreso al haz de vías de clasificación. Durante los últimos días del vapor con la compañía British Rail, estas locomotoras eran principalmente un grupo de locomotoras GWR Clase 5101 2-6-2T construidas posteriormente, siendo la mayoría de las locomotoras de esta clase conservadas en la actualidad.
Se utilizaron varios motores de Cornualles fijos, alimentados por calderas Lancashire, con el fin de bombear permanentemente el agua procedente del Gran Manantial y de otras surgencias del túnel. Estas máquinas todavía estaban en uso regular hasta la década de 1960, momento en el que fueron reemplazadas por bombas eléctricas. Desde entonces, estas bombas y sus sistemas de control han sido reemplazadas de nuevo durante la década de 1990 por la empresa privada de infraestructura ferroviaria Railtrack. Durante la década de 1930, la disponibilidad del suministro fiable de agua dulce del Gran Manantial fue un factor importante que contribuyó a la selección de un lugar adyacente donde se establecería la Factoría de Fabricación de Propelentes de la Royal Navy de Caerwent. También se suministró agua para la fabricación de papel a una planta industrial en Sudbrook, aunque esta instalación ha permanecido cerrada desde entonces.
El 7 de diciembre de 1991 se produjo el accidente ferroviario del Túnel del Severn, que involucró a un tren InterCity 125 y a un tren BR Clase 155 que alcanzó al primero por detrás. La investigación posterior del accidente, aunque no pudo llegar a una conclusión firme sobre la causa, indicó que los contadores de ejes utilizados para detectar movimientos de trenes en el túnel pudieron haberse reiniciado accidentalmente.
El Puente Príncipe de Gales, el segundo viaducto que se construyó sobre el Severn durante la década de 1990, cruza el túnel a través de un "puente a nivel del suelo" en el lado inglés, cerca de la Balsa del Salmón. Este puente se apoya de tal manera que no impone ninguna carga sobre el túnel. Durante su construcción, se aprovechó la oportunidad para renovar la capa de hormigón sobre el túnel en la Balsa del Salmón.
En 2002, dos trenes BR Clase 121 fueron reacondicionados por LNWR de Crewe, para ser usados como trenes de emergencia por Network Rail, que los tenía estacionados cerca de la estación de la Conexión del Túnel del Severn. Fueron retirados en 2008 sin necesidad de haber sido utilizados nunca.

#### Transporte de coches

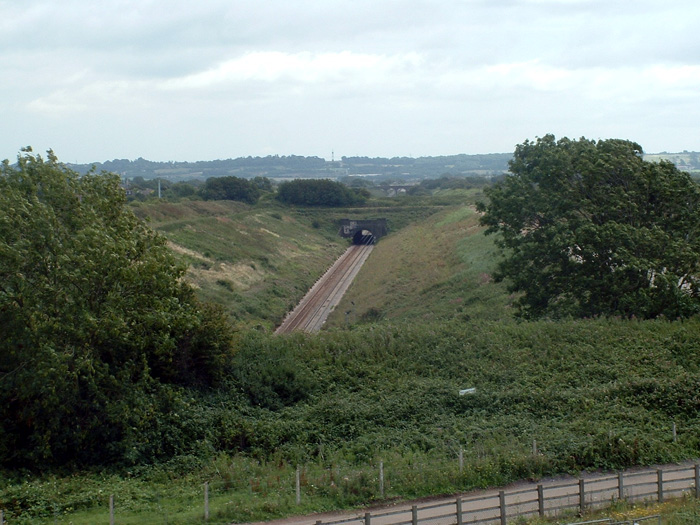
Aproximación al túnel desde el lado inglés

Durante 1924, el Great Western Railway inició un servicio trenes porta coches lanzadera utilizando el túnel, con el fin de transportar automóviles particulares en vagones a través del túnel entre las estaciones de Pilning y de la Conexión del Túnel del Severn. El servicio funcionó como una alternativa ferroviaria al Ferri de Aust, que operaba con un horario errático determinado por las mareas, o a la realización de largos viajes por carretera hasta Gloucester. El servicio de transporte ferroviario continuó después del final de la Segunda Guerra Mundial, pero finalmente se hizo innecesario con la apertura del Puente del Severn en 1966, lo que provocó su interrupción poco después.

## Electrificación
Como parte de la Modernización de cara al siglo XXI de la Línea Principal del Great Western Railway, el túnel fue preparado para la electrificación de la línea. Si bien la estructura disponía de espacio libre suficiente para alojar la catenaria y, por lo tanto, fue relativamente fácil de electrificar, también presentaba un factor problemático debido a la filtración continua de agua a través del techo del túnel en algunas zonas, lo que supuso un desafío de ingeniería. Se consideraron las opciones de utilizar equipos de electrificación de túneles convencionales o una tecnología de catenaria rígida cubierta. Tras una serie de estudios, se decidió utilizar el enfoque de la catenaria rígida. En consecuencia, en el techo del túnel, se instaló un riel conductor de aluminio para sujetar un cable de contacto de cobre no tensado. Este riel se mantiene en su lugar utilizando aproximadamente 7000 soportes de acero inoxidable de alta calidad, que deben ser resistentes al entorno hostil del túnel. Según se informa, la catenaria rígida es más robusta, requiere menos mantenimiento y es más compacta que los cables aéreos tradicionales, y ya se había utilizado en varios otros túneles de la línea principal del GW.
Para instalar el equipo de electrificación aérea, fue necesario un cierre de seis semanas del Túnel del Severn, que comenzó el 12 de septiembre de 2016. Durante ese tiempo, los medios alternativos de viaje fueron un recorrido en tren más largo a través de Gloucester o un servicio de autobús entre las estaciones de la Conexión del Túnel del Severn y de Bristol Parkway. También durante ese tiempo, y más adelante, se dispuso de vuelos directos entre Cardiff y el Aeropuerto de la Ciudad de Londres. Tras la finalización de este trabajo, que implicó la instalación de 14 km de cables de contacto de cobre utilizando 1700 soportes verticales y 857 puntos de anclaje a un costo aproximado de 10 millones de libras esterlinas, el túnel se reabrió al tráfico regular el 22 de octubre de 2016. Sin embargo, menos de dos años después, se debió proceder a otro cierre del túnel de tres semanas después de que se descubriera que algunos de los equipos de electrificación aérea instalados recientemente ya habían comenzado a sufrir los efectos de la corrosión. Para combatir la aparición de herrumbre se utilizó cable de contacto de aluminio, el primero de su tipo en el Reino Unido. Los trenes eléctricos volvieron a operar a través del túnel en junio de 2020.

## Lecturas relacionadas
- Lewis, Deryck (November 1986). «100 Not Out». Rail Enthusiast (EMAP National Publications) (62): 26-28. ISSN 0262-561X. OCLC 49957965.